# Illes Clarence
Les illes Clarence (en anglès Clarence Islands) són un subgrup de l'Arxipèlag Àrtic Canadenc que es troben al territori de Nunavut. Les illes es troben a l'estret de James Ross, uns 16 quilòmetres a l'est del Cap Felix, a la costa nord-est de l'illa del Rei Guillem. Es troben uns 40 quilòmetres a l'oest de la badia de Kent, a la península de Boothia, i a uns 40 al nord-oest de les Illes Tennent.

## Història
El capità (Sir) John Ross, acompanyat pel seu nebot James Clark Ross, va explorar la zona durant la seva segona exploració de l'Àrtida (1829—1833) per tal de recuperar la seva reputació per haver donat per vàlid les inexistents muntanyes Croker durant la seva primera expedició a la zona.
El 1830, mentre exploraven l'estret de James Ross, James Ross cartografià tres petites illes que anomenà "illes Beaufort" en honor del capità Francis Beaufort, hidrògraf de l'Almirallat, i batejà a cadascuna d'elles amb els noms d'illa Adolphus, Frederick i Augustus, els noms dels tres fills del Duc de Clarence. John Ross no va veure les "illes Beaufort ".
En tornar a Anglaterra el 1833, els membres de l'expedició van tenir coneixement que el duc de Clarence havia ascendit al tron el 1830 com a Guillem IV. John Ross, junt al capità Beaufort i el nou rei revisaren el llibre de notes del viatge i canviaren el nom del grup pel d'"Illes Clarence".